# Lithophyllum antillarum
Lithophyllum antillarum Foslie & Howe, 1906 é o nome botânico de uma espécie de algas vermelhas pluricelulares do gênero Lithophyllum, família Corallinaceae.
- São algas marinhas encontradas na Ilha Culebra (Porto Rico).

## Sinonímia
- Não apresenta sinônimos.